# Oreophryne
Oreophryne är ett släkte av groddjur. Oreophryne ingår i familjen Microhylidae.

## Dottertaxa tillOreophryne, i alfabetisk ordning[1]
- Oreophryne albopunctata
- Oreophryne alticola
- Oreophryne anthonyi
- Oreophryne anulata
- Oreophryne asplenicola
- Oreophryne atrigularis
- Oreophryne biroi
- Oreophryne brachypus
- Oreophryne brevicrus
- Oreophryne brevirostris
- Oreophryne celebensis
- Oreophryne clamata
- Oreophryne crucifer
- Oreophryne flava
- Oreophryne frontifasciata
- Oreophryne geislerorum
- Oreophryne geminus
- Oreophryne habbemensis
- Oreophryne hypsiops
- Oreophryne idenburgensis
- Oreophryne inornata
- Oreophryne insulana
- Oreophryne jeffersoniana
- Oreophryne kampeni
- Oreophryne kapisa
- Oreophryne loriae
- Oreophryne mertoni
- Oreophryne minuta
- Oreophryne moluccensis
- Oreophryne monticola
- Oreophryne nana
- Oreophryne notata
- Oreophryne parkeri
- Oreophryne pseudasplenicola
- Oreophryne rookmaakeri
- Oreophryne sibilans
- Oreophryne terrestris
- Oreophryne unicolor
- Oreophryne waira
- Oreophryne wapoga
- Oreophryne variabilis
- Oreophryne wolterstorffi
- Oreophryne zimmeri